# Supercell
„Supercell“ е компания за разработка на мобилни игри, базирана в Хелзинки, Финландия.
Основана през май 2010 г., дебютната игра на компанията е браузърната игра Gunshine.net, а след пускането ѝ през 2011 г. Supercell започва да разработва игри за мобилни устройства. Оттогава насам компанията пуска 7 мобилни игри: Hay Day, Clash of Clans, Boom Beach, Clash Royale, Brawl Stars, Squad Busters и mo.co, които са условно безплатни (freemium) динамични игри и са много успешни за компанията – първите две генерират приходи от 2,4 млн долара на ден през 2013 г.
След бързия си растеж Supercell отваря допълнителни офиси в Токио, Шанхай, Сан Франциско и Сеул.
„Accel Partners“ инвестира 12 млн. долара в „Supercell“ през 2011 г., а през октомври 2013 г. е обявено, че японската компания GungHo Online Entertainment и нейната компания SoftBank са придобили 51% от компанията за 1,1 млрд евро, което става най-голямата в историята цена, платена за финландска частна компания. На 1 юни 2015 г. SoftBank придобива допълнителен дял от 22,7% в Supercell, което прави техния общ дял на 73,2% от дружеството и ги превръща като единствен външен акционер. През 2016 г. Supercell отчита годишни приходи от около 2,11 милиарда евро. След три години приходите на компанията са нараснали общо с 800%, от 78,4 милиона (2012 г.).
На 21 юни 2016 г. Tencent обявява сделка за придобиване на 84,3% от Supercell с 8,6 милиарда щатски долара. Японската SoftBank изчислява „Supercell“ на 10,2 млрд. долара. На 8 декември 2016 г. Supercell пуска уеб анимационна серия Clash-A-Rama.

## Бележка
- ↑Freemium (от английски: free – безплатен и premium – подобрен, с по-високо качество; с надценка) – основната версия е безплатна, за разширената се заплаща.